# Sokólniki

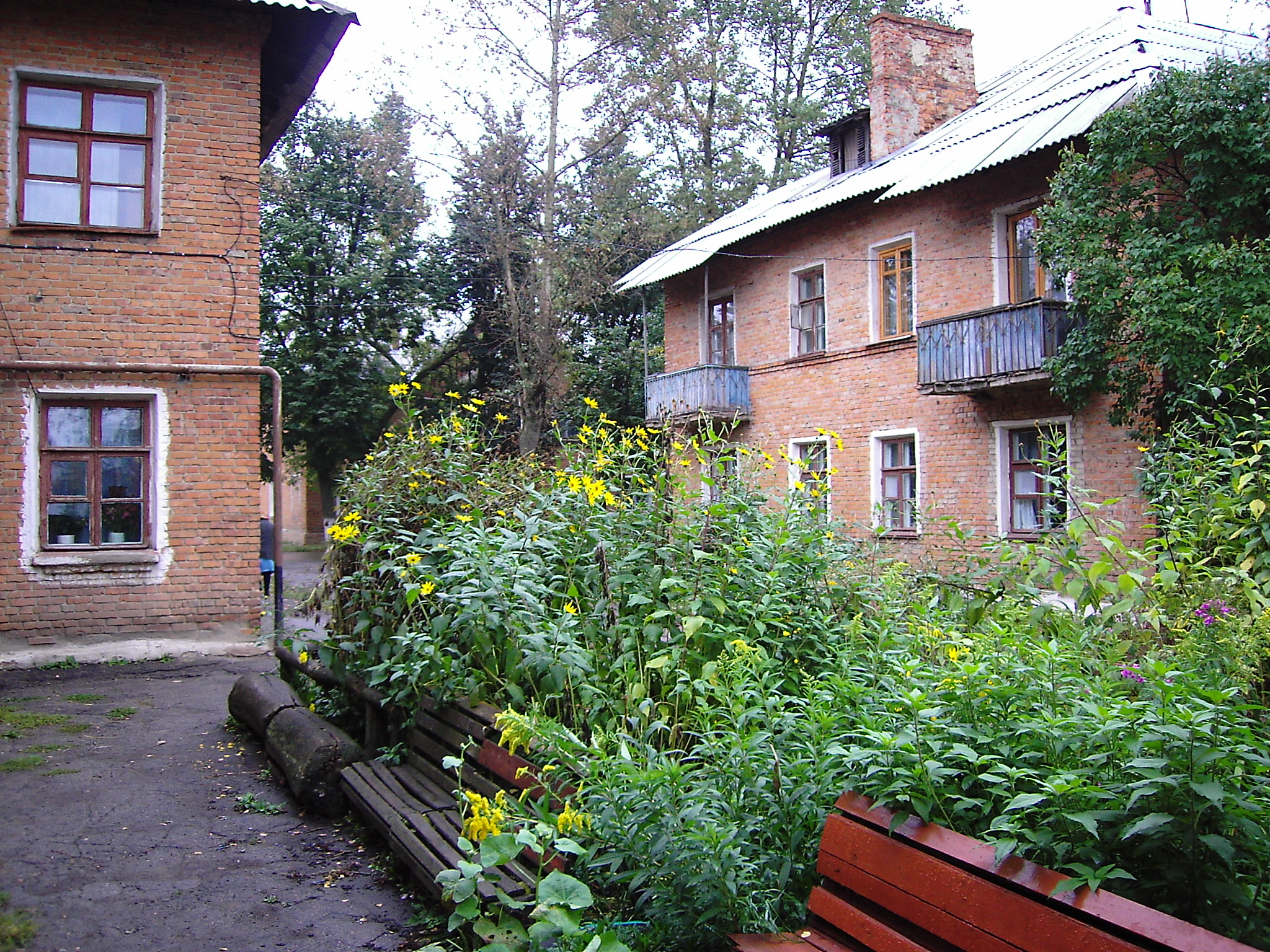
Patio en al localidad.

Sokólniki (del ruso: Сокольники) es una ciudad del óblast de Tula, en Rusia, perteneciente al territorio de Novomoskovsk. Está situada a a 58 km al sudeste de Tula. Su población alcanzaba los 10.200 habitantes en 2008.

## Historia

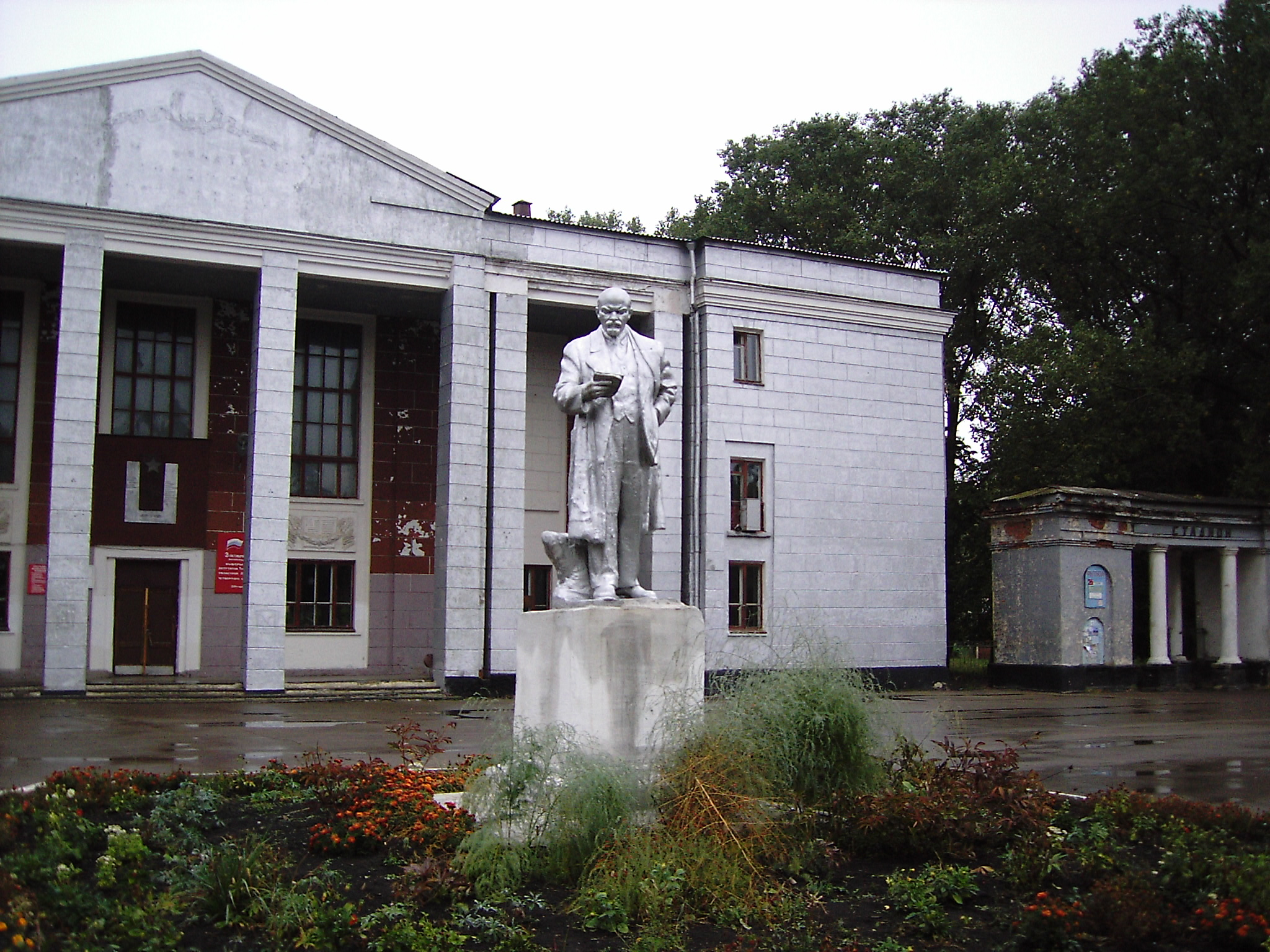
Casa de cultura y estatua de Lenin.

La ciudad de Sokólniki fue fundada en 1958 en el emplazamiento de un pueblo del mismo nombre existente desde el siglo XIX por lo menos. Se debe su fundación a la extracción de lignito.

## Demografía
| 1959   | 1970   | 1979   | 1989   | 2002   | 2008   |
| ------ | ------ | ------ | ------ | ------ | ------ |
| 16 100 | 14 700 | 13 200 | 12 219 | 11 142 | 10 200 |

## Economía
Las principales actividades económicas de la localidad son la explotación de lignita (cuenca hullera de Moscú) y la industria textil.